# El agente topo
Pour plus de détails, voir Fiche technique et Distribution.
El agente topo (titre international : The Mole Agent) est un docufiction chilien de 2020, dirigé par Maite Alberdi. Il est sorti le 25 janvier 2020 lors du Festival de Cinéma de Sundance. Il est disponible depuis le 19 février 2021 sur la plate-forme de streaming Netflix pour les Amériques.
Le film a été sélectionné par l'Académie de Cinéma du Chili comme candidat au prix Goya du meilleur film ibéro-américain, pour lequel il a été nommé, et pour l'Oscar du meilleur film international,, et il est inclus dans les listes de quinze films des catégories du meilleur documentaire et du meilleur film international pour les Oscar 2021.

## Synopsis
Rómulo Aitken est à la tête d'une petite entreprise de détectives privés. Une cliente le charge d'enquêter sur la maison de retraite où vit sa mère, pensant qu'elle y est maltraitée. Rómulo recrute Sergio, qui a 83 ans et n'a jamais exercé ce métier, pour infiltrer à cette fin le foyer durant trois mois. Assumer son rôle de taupe (topo) lui coûte, et il tend à devenir un vieux comme un autre dans ce microcosme. Il se demande peu à peu ce qui pousse la cliente de Rómulo à cette enquête, puisqu'elle ne vient jamais voir sa mère. Il conclut qu'il ne semble y avoir aucun abus ou maltraitance dans la maison de retraite, mais que beaucoup de résidents y vivent dans une profonde solitude, délaissés et parfois abandonnés par leur famille.

## Fiche technique
Selon les données de IMDb sauf indication contraire :
- Scénario et réalisation : Maite Alberdi
- Productrice : Marcela Santibáñez
- Musique : Vincent van Warmerdam
- Photographie : Pablo Valdés
- Montage : Carolina Syraquian (créditée Carolina Siraqyan)
- Direction artistique : Catalina Devia
- Son : Roberto Espinoza
- Éditeur son : Pablo Bahamondez
- Tournage : El Monte (Région métropolitaine de Santiago du Chili)
- Production : Micromundo Producciones
- Distribution : Gravitas Ventures
- Durée : 90 minutes[8]

## Distribution
Selon les données de Filmaffinity :
Tous les acteurs tiennent leur propre rôle.
- Sergio Chamy
- Rómulo Aitken

Et les résident(e)s du Foyer San Francisco :
- Marta Olivares
- Berta Ureta
- Zoila González
- Petronila Abarca
- Rubira Olivares...

## Production
« Ce documentaire a pu être construit avec beaucoup de plans, de contre-plans et de cadrages différents, comme une fiction », dit sa réalisatrice.
Les personnages sont les résidents du Foyer San Francisco (El Monte, Région Métropolitaine de Santiago). Le film s'est adapté à eux, plus qu'eux-mêmes ne se sont adaptés au projet. Par exemple, le film intègre la mort de Petita, survenue pendant le tournage. L'apprentissage de WhatsApp par « l'agent infiltré » est conforme à ce qui s'est passé. Les comportements et les dialogues des résidents sont criants de vérité : on se demande souvent ce qui est spontané et ce qui leur a été demandé pour les besoins du scénario.
L'exigence du mélange d'aspects documentaires et fictifs a nécessité la réalisation d'un grand nombre de plans, et le tournage de certaines scènes a duré 6 heures. Les scènes ont été installées la nuit dans certains espaces, telle que la salle à manger, l'équipe ne pouvant pas les utiliser durant la journée.

## Réception
El agente topo a reçu un excellent accueil tant au Chili que dans d'autres pays. Sa qualification sur Rotten Tomatoes est de 94 % et sur FilmAffinity de 7,4/10.
Les critiques sont quasiment unanimes:
Selon El Cultural, c'est « un documentaire qui adopte la forme d'un film d'espionnage pour se transformer progressivement, tout en restant fidèle aux prémisses du genre qu'il reprend, en une réflexion sur la solitude de nos aînés. Une œuvre humble, délicate et, dans sa première moitié, très drôle. »
Selon IndieWire, « The Mole Agent est l'un des films d'espionnage les plus attachants de tous les temps, une combinaison rare de genres qui ne fonctionne si bien que parce qu'elle vous prend par surprise. »
Selon The New York Times, « La combinaison des formes dramatique et documentaire est déconcertante. Si on n'accepte pas sans réserve sa méthode, cette chronique pourra apparaître comme une atteinte flagrante à la vie privée. Mais les personnages du film sont émouvants, et le résultat est plein de compassion, humain et digne d'attention. »

## Prix et nominations
| Prix                                  | Catégorie                    | Nominations    | Résultat | Ref.   |
| ------------------------------------- | ---------------------------- | -------------- | -------- | ------ |
| Festival de Cinéma de Saint-Sébastien | Meilleur film européen       | El agente topo | Gagnant  | [ 15 ] |
| Prix Goya                             | Meilleur film iberoamericain | El agente topo | Nommé    | [ 16 ] |
| Prix Independent Spirit               | Meilleur documentaire        | El agente topo | Gagnant  | [ 17 ] |
| National Board of Review              | Meilleur film étranger       | El agente topo | Nommé    | [ 9 ]  |